# Alte Kirche Schierke

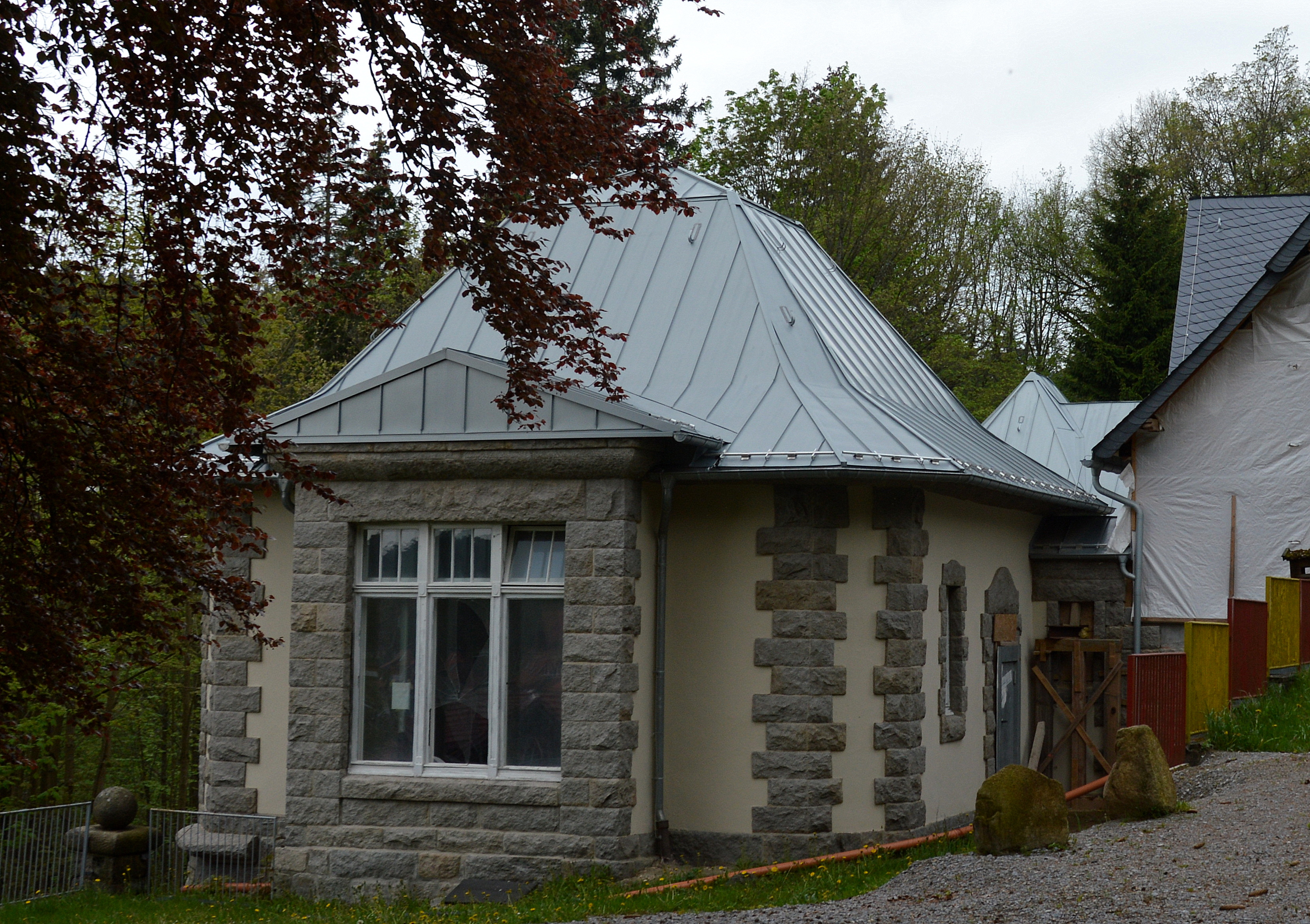
Alte Kirche Schierke, Kirchberg 7

Die Alte Kirche Schierke ist ein Kirchengebäude aus dem 17. Jahrhundert. Sie war bis zur Einweihung des Neubaus der Bergkirche im Jahre 1881 die evangelische Kirche von Schierke im Harz in Sachsen-Anhalt. Das Gebäude wird heute als Kindertagesstätte Brockenkinder genutzt. Für ihre Sanierung von 2010 bis 2019 wurden der Stadt Wernigerode erhebliche Fördermittel vom Bund und dem Land Sachsen-Anhalt zur Verfügung gestellt.

## Geschichte
Der unterhalb der Bergkirche, etwas tiefer im Tal der Warmen Bode am Kirchberg 7 gelegene Bau, war am 21. August 1691 als evangelische Kirche des Hüttenortes Schierke in der Grafschaft Wernigerode eingeweiht worden. Grablegungen fanden in Schierke ab 1700 statt. Da diese Kirche keinen Kirchturm hatte, erfolgte etwa 1730 der Bau eines separaten Glockenstuhls unmittelbar am Kirchberg.
Die Alte Kirche wurde bis zum am 17. Juli 1881, der Einweihung der nach Plänen von Eduard Messow ab 1876 errichteten Bergkirche, zuletzt unter dem damaligen Pfarrer Arnold Emil Kluckhuhn genutzt. Bereits 1864 war ihr Zustand sehr schlecht. Die Kirche stand tief in der Erde, Fußboden tiefer als Umgebung. Später diente sie als Bauschuppen und wurde ab 1898 verpachtet. Später diente die frühere Kirche dem Architekten Karl Hantelmann aus Hannover als Villa. Dieser ließ auf der Westseite anstelle des 1900 abgerissenen, fast vollständig von Hausschwamm befallenen alten Schulgebäudes durch die Hasseröder Baufirma Niewerth  einen Anbau errichten. Durch die Kostenexplosion bei den Umbau- und Reparaturarbeiten aufgrund des bereits 1899 erkannten Hausschwammbefalls der Alten Kirche geriet er an den Rand des finanziellen Ruins, weshalb 1904 die damals Hantelmann’sche Villa genannte Kirche vorübergehend gerichtlich beschlagnahmt wurde. Cyril Kiernan († 1917), Hantelmanns in Brasilien lebender finanzkräftiger Schwiegersohn, ließ ab 1912 einen weiteren Anbau in Richtung Marienweg ausführen.
1930 kaufte die Gemeinde Schierke das Grundstück Villa Alte Kirche zurück und ließ hier im Jahre 1936 zusätzlich eine Liegehalle im Stil der damaligen Zeit errichten. 1949 zog ein Kindergarten in das Gebäude. In den 1950er Jahren erlitt es einen Brandschaden. Der Glockenstuhl wurde zu einer Ferienwohnung umgebaut.
Für die Neuinstallation der kompletten Elektroanlage und Wasser- und Abwasserleitungen der Kindertagesstätte investierte man 2010 rund 18.150 €. In den Jahren von 2012 bis 2014 wurden für die Sanierung der Kindertagesstätte von Bund und Land 654.400 € bewilligt. Ende 2015 wurde festgestellt, dass die vorhandenen Finanzmittel nicht ausreichen. Als Grund wurde in der Presse der miserable Zustand des Gebäudes angeführt. 90 % der Bausubstanz sei von Hausschwamm befallen und die Alte Kirche ohne Fundament errichtet worden. Zu Beginn der Bauarbeiten habe man diesen Schaden nicht absehen können. Die Stadt Wernigerode beantragte daraufhin für den dritten Bauabschnitt weitere 660.000 € aus den öffentlichen Fördermitteln Stadtumbau Ost.
2019 konnte die Kindertagesstätte Brockenkinder die Alte Kirche wieder beziehen. Der grundsanierte Bau beherbergt nun nach Einschätzung der Leitung der Kindertagesstätte helle, an die offene Arbeit in altersgemischten Kleingruppen angepasste Räume.